# Société maroco-émiratie de développement
La Société maroco-émiratie de développement (SOMED) est un conglomérat basé au Maroc, qui œuvre dans plusieurs secteurs comme l’exploitation minière, la concession de matériel de construction, le tourisme, le développement immobilier, la transformation des aliments et la distribution automobile. 
Le capital de la SOMED est détenu par Al Mada, par des fonds privés émiratis et par l’État marocain.

## Histoire
En 2001, la SOMED est dirigée par l’ancien ministre marocain de l’intérieur, Mostapha Sahel avec un effectif de 2500 employés.
En 2006, la SOMED réalise un chiffre d’affaires de 1,4 milliard de dirhams.
En février 2008, la SNI annonce son entrée dans le capital de la SOMED en achetant l’équivalent de 1,24 milliard de dirhams d'actions. L’actionnariat de la SOMED est réparti entre :
- SNI (32,9 %)
- Fonds privés émiratis (33,9 %)
- Trésor Marocain (33,25 %)

En 2010, la SOMED développe le Mazagan Beach Resort, Casino, Golf and Spa qu'elle vend à l'institution publique CDG pour un montant non divulgué.

## Filiales
Le site web de l’entreprise mentionne les filiales suivantes :

### Hôtels
- Sheraton de Casablanca
- Hôtel Pullman Marrakech Resort and Spa
- Atlas Almohades de Casablanca
- Atlas Almohades de Agadir
- Atlas Almohades de Tanger
- Hôtel Barcelo de Fès
- Hôtel Wahate Aguedal de Marrakech
- Hôtel Atlas Hospitality Maroc de Rabat

### Immobilier
- SOMED Developpement

### Divers
- Zellidja (compagnie Rebab)[4]

### Agroalimentaire
- Soprolives
- Umep
- Olico

### Construction, distribution et industrie
- SFP Zellidja
- Fénie Brossette
- Société de Développement Automobile (distributeur exclusif de Maserati au Maroc)

### Éducation
- Université Internationale de Casablanca
- Elbilia gestion déléguée